# Marktbrunnen

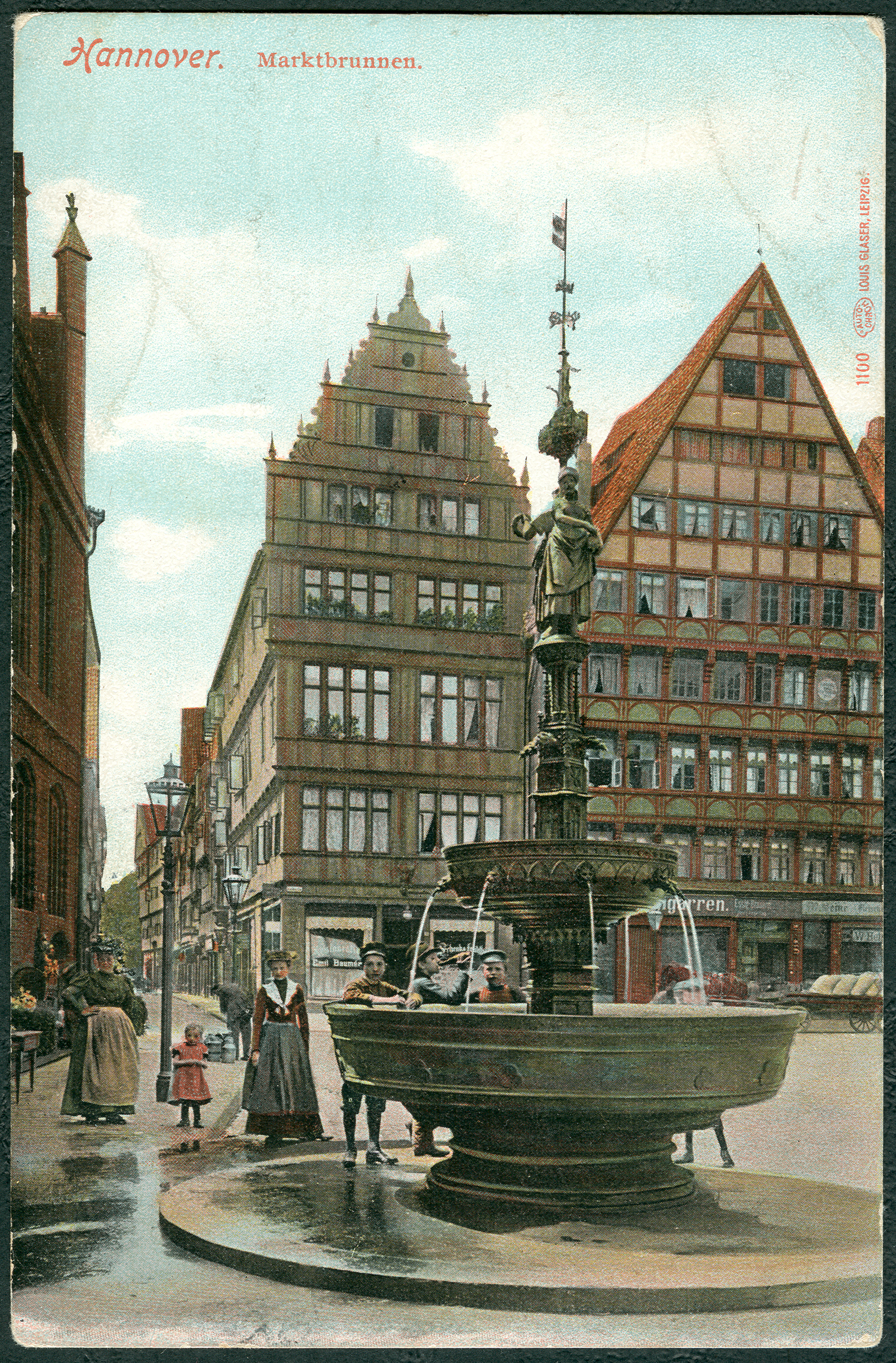
Marktbrunnen in Hannover mit Marktfrauen, um 1900

Marktbrunnen sind öffentliche Laufbrunnen, die auf dem Marktplatz eines Ortes zur Trinkwasserversorgung oder als Schmuck errichtet wurden. Damit unterscheiden sie sich u. a. von privaten Tiefbrunnen.
Mit dem Aufkommen weitverzweigter Verteilungsnetze verloren öffentliche Brunnen ihre Funktion als Wasserversorgungsanlage und dienen seitdem als Zierbrunnen, zur Erfrischung an heißen Tagen und dem Kinderspiel.
Bekannte Marktbrunnen stehen in:
- Aachen: 
  - Karlsbrunnen (Aachen)
  - Thermalbrunnen Burtscheid
- Aalen: Marktbrunnen Aalen
- Altensteig: Marktbrunnen (Altensteig)
- Marktbrunnen Bad Kreuzen
- Braunschweig: Altstadtmarktbrunnen
- Bremen:
  - Marcus-Brunnen
  - Marktbrunnen Entfaltung
  - Rolandbrunnen
- Darmstadt:
  - Marktbrunnen
- Duisburg:
  - Marktbrunnen (Homberg)
- Geiselwind: Marktbrunnen (Geiselwind), siehe Johannisbrunnen (Geiselwind)
- Goslar: Marktbrunnen (Goslar)
- Halle (Saale): Eselsbrunnen (Halle)
- Hannover:
  - Marktbrunnen Hannover
  - Neustädter-Markt-Brunnen
  - Piepenborn
- Heilbronn: Hafenmarktbrunnen
- Hildesheim: Rolandbrunnen (Hildesheim)
- Lübeck: Marktbrunnen (Lübeck)
- Lutherstadt Wittenberg: Marktbrunnen (Lutherstadt Wittenberg)
- Mainz: Marktbrunnen (Mainz)
- Mayen: Marktbrunnen (Mayen)
- München: Rindermarktbrunnen
- Osnabrück: Marktbrunnen (Osnabrück)
- Rottweil: Marktbrunnen (Rottweil)
- Saarbrücken: St. Johanner Marktbrunnen
- Schönebeck (Elbe): Marktbrunnen (Schönebeck)
- Volkach: Marktbrunnen (Volkach)
- Wadern: Marktbrunnen (Wadern)
- Waiblingen: Marktbrunnen (Waiblingen)
- Wiesbaden: Marktbrunnen Wiesbaden
- Wildeshausen: Marktbrunnen (Wildeshausen)